# Ural (brise-glace)
Pour les articles homonymes, voir Ural.
L'Ural (en russe : Урал) est un brise-glace à propulsion nucléaire russe du projet 22220. Construit par le Chantier naval de la Baltique à Saint-Pétersbourg, le navire a été mis en chantier en 2016, lancé en 2019 et livré en 2022.

## Contexte
À la fin des années 1980, les instituts de recherche et les bureaux d'études russes ont développé un successeur pour les brise-glaces à propulsion nucléaire de classe Arktika des années 1970, dans le cadre d’un programme plus large de renouvellement de la flotte de brise-glaces initié peu après la dissolution de l’Union soviétique. Le nouveau brise-glace de 60 mégawatts avait reçu la désignation « LK-60Ya » (en russe : ЛК-60Я) venant du mot russe pour « brise-glace » (russe : ледокол, romanisé en ledokol), de sa puissance de propulsion (60 mégawatts) et de la première lettre du mot russe pour « nucléaire » (en russe : ядерное, romanisé : yadernoye). Il serait doté d’une fonctionnalité dite « à double tirant d'eau » qui permettrait au navire d’opérer dans les zones côtières peu profondes après vidange des ballasts. Bien que les plans préliminaires aient été développés près de deux décennies plus tôt, la conception du LK-60Ya a été finalisée en 2009 en tant que projet 22220 par le Bureau central d’études « Iceberg » et la construction du premier navire a été attribuée en août 2012 au chantier naval de la Baltique, basé à Saint-Pétersbourg. Trois contrats supplémentaires en mai 2014, août 2019 et février 2023 ont porté à sept le nombre de brise-glaces du Projet 22220 en construction ou en commande,,.

## Conception
L'Ural mesure 172,7 173,3 mètres de longueur hors tout et a une largeur maximale de 34 mètres. Conçu pour fonctionner efficacement dans les estuaires peu profonds de l’Arctique ainsi que le long de la route maritime du Nord, le tirant d'eau du navire peut varier entre environ 9 et 10,5 mètres en remplissant d’eau et en vidangeant les ballasts, ce qui correspond à un déplacement allant jusqu’à 32747 tonnes,,.
L'Ural est équipé d’un groupe motopropulseur nucléaire-turbo-électrique. La centrale nucléaire à bord se compose de deux réacteurs à eau pressurisée RITM-200 de 175 MWt alimentés par de l’uranium 235 enrichi à 20 % et de deux turbogénérateurs de 36 MWe,,. Le système de propulsion suit le modèle classique des brise-glaces polaires avec trois hélices quadripales de 6,2 mètres de diamètre, entraînées par des moteurs électriques de 20 mégawatts (27000 ch),. Avec une puissance de propulsion totale de 60 mégawatts (80000 ch), l'Ural est conçu pour être capable de briser une glace plate de 2,8 mètres d’épaisseur à une vitesse continue de 1,5 à 2 nœuds (2,8 à 3,7 km/h) à pleine puissance lorsqu’il opère en eau profonde à son tirant d’eau de conception.

## Construction

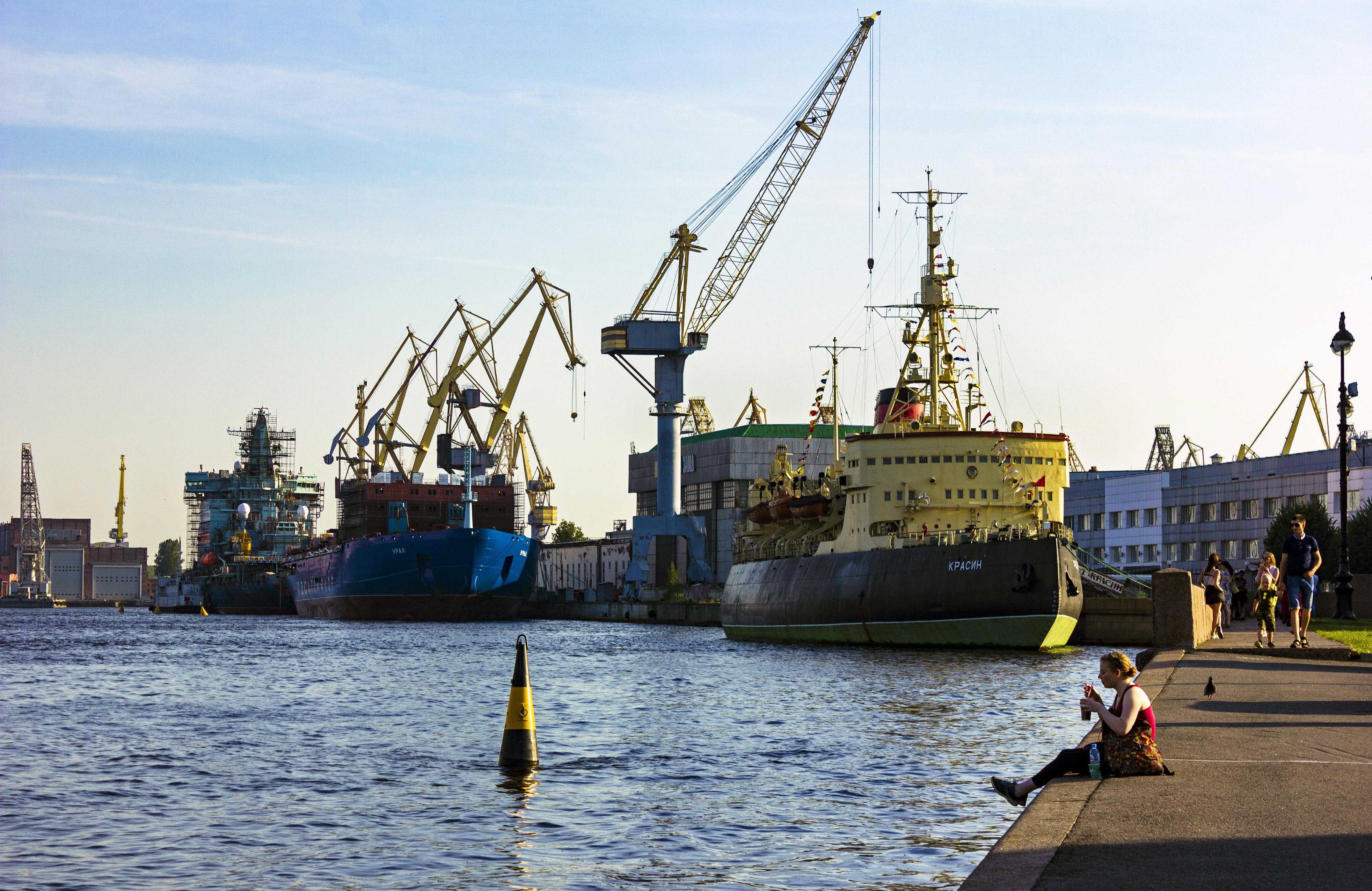
L'Ural en construction au chantier naval de la Baltique en juillet 2019, avec un autre brise-glace du projet 22220 en arrière-plan

L’appel d'offres pour la construction de deux brise-glaces à propulsion nucléaire supplémentaires du projet 22220, appelés premier et deuxième navires de série du projet, a été annoncé le 5 novembre 2013 lors de la cérémonie de pose de la quille du navire de tête, l'Arktika. Le 8 mai 2014, le contrat de 84,4 milliards de roubles (environ 2,4 milliards de dollars) pour deux navires a été attribué au chantier naval de la Baltique, basé à Saint-Pétersbourg, qui était la seule entreprise dont l’offre avait été retenue.
La quille du troisième brise-glace du projet 22220 a été posée le 25 juillet 2016, peu de temps après que la coque partiellement assemblée du navire précédent, le Sibir, ait été déplacée dans la cale de mise à l’eau pour l’assemblage final de la coque,. Contrairement aux deux navires précédents, les réacteurs nucléaires RITM-200 ont été installés à bord du navire alors qu’il était encore sur la cale de halage. En février 2019, la coque du nouveau brise-glace avait été construite jusqu’au niveau de la ceinture de glace de 40 millimètres d’épaisseur, et le navire a été lancé le 27 mai 2019 sous le nom d’Ural. Le nom avait déjà été choisi pour le dernier brise-glace de classe Arktika lors de sa mise en chantier en 1989, mais pendant la construction, le navire a été rebaptisé 50 Let Pobedy (en russe : 50 лет Победы, littéralement « 50 ans de la Victoire »).
Initialement, la livraison du troisième brise-glace à propulsion nucléaire du projet 22220 était prévue pour 2020, mais elle a depuis été reportée à 2022 en raison de problèmes avec la livraison des turbines à vapeur d’un fabricant national.
Le 26 mai 2020, le niveau d’achèvement de l'Ural était à 50 %.
En février 2021, un incendie mineur s’est déclaré à bord du brise-glace.
L'Ural est parti pour ses essais en mer le 14 octobre 2022 et est retourné au chantier naval le 31 octobre, après avoir terminé ses essais constructeur en un temps record.

## Carrière
La cérémonie de lever du pavillon, marquant l’entrée en service de l'Ural, a eu lieu le 22 novembre 2022. Le brise-glace partit le lendemain pour son port d'attache, Mourmansk, et y arriva le 30 novembre,. Le 2 décembre, le brise-glace partit pour sa première mission opérationnelle de déglaçage vers la mer de Kara.
Après la saison de déglaçage, l'Ural est retourné en mer Baltique pour des réparations programmées à l’usine marine de Kronstadt, la cale sèche russe la plus proche pouvant accueillir un navire de cette taille. Les réparations ont été achevées à la fin d’octobre.